# I'm Alan Partridge
I'm Alan Partridge é uma sitcom britânica escrita por Steve Coogan, Peter Baynham e Armando Iannucci e estrelada por Coogan no papel de Alan Partridge. Duas temporadas de seis episódios cada (12 no total) foram transmitidas durante cinco anos. A primeira temporada foi lançada no final de 1997, enquanto uma segunda temporada se seguiu em 2002.
Junto com Coogan no elenco estão Felicity Montagu, Simon Greenall e Phil Cornwell. A segunda temporada também contou com Amelia Bullmore como a namorada ucraniana de Partridge, Sonja. O programa foi aclamado pela crítica e foi um sucesso de público, sendo indicado a três BAFTAs (vencendo dois), dois British Comedy Awards (vencendo ambos) e um prêmio Royal Television Society. Em uma lista elaborada pelo British Film Institute em 2000, votada por profissionais da indústria, I'm Alan Partridge foi eleita a 38ª melhor série de televisão britânica de todos os tempos.

## Elenco
- Steve Coogan	...	 Alan Partridge
- Simon Greenall	...	 Michael
- Felicity Montagu ... Lynn Benfield
- Phil Cornwell ... Dave Clifton
- Andrew Burt ... Voz do Radio Norwich
- Amelia Bullmore ... Sonja
- Barbara Durkin ... Susan
- Sally Phillips ... Sophie
- James Lance ... Ben
- Tim Dantay ... Builder
- David Schneider	...	 Tony Hayers
- Simon Ludders ...	 Builder
- Danny Cunningham	...	 Builder
- Terence Booth	...	 Peter Linehan
- Michael Wardle	...	 Gordon

## Recepção
Digital Spy escreveu: "o personagem de Partridge atingiu seu pico cômico" em I'm Alan Partridge. Entertainment Weekly descreveu o programa como "desoladamente hilário". O The Telegraph nomeou I'm Alan Partridge como um dos 10 melhores sitcoms de TV de todos os tempos.